# Search and Destroy
Search and Destroy es una película de 1995 basada en una obra de teatro de Howard Korner. Fue dirigida por David Salle y protagonizada por Dennis Hopper, John Turturro, Christopher Walken, Ethan Hawke, Illeana Douglas, Rosanna Arquette, Robert Knepper y Griffin Dunne. También aparece Martin Scorsese como "El contador".

## Argumento
El veterano Martin Mirkhein (Griffin Dunne) es un completo fracaso. Ha llevado un negocio exitoso al borde de la ruina, su matrimonio se está desmoronando, y debe mucho dinero de impuestos. Martin no tiene muchas escapatorias, pero ha leído Daniel Strong, una exitosa novela de autoayuda de un popular gurú de la televisión, el Dr. Waxling (Dennis Hopper). Quiere llevar la novela al cine. Para hacerlo, Martin necesita los derechos y el presupuesto. Debido a su irritante personalidad y sus terribles antecedentes, no le será fácil conseguir cualquiera de las dos cosas. Se propone reunirse con el Dr. Waxling pero en su lugar, termina acostándose con su asistente, Marie (Illeana Douglas). Decididos a realizar una película, Martin y Marie se trasladan a Nueva York. Ahí, conocen al adinerado Kim Ulander (Christopher Walken), un enigmático hombre de negocios con tendencias extrañas y un deseo reprimido de vivir vertiginosamente.